# Oaken
Oaken – wieś w Anglii, w hrabstwie Staffordshire. Leży 23 km na południe od miasta Stafford i 189 km na północny zachód od Londynu.